# Kadi
Kadi (arab. قاضي qāḍī) – sędzia muzułmański. Wydaje wyroki na podstawie znajomości prawa muzułmańskiego (szariatu) i prawa zwyczajowego (adat). Jest mianowany przez władze państwowe. Obszar geograficzny pozostający pod jego jurysdykcją nosi nazwę kadilik.
Od nazwy tej pochodzi alkad.